# Nyírő András
Nyírő András (1959. június 28. –) történész, szociológus, az iNteRNeTTo, majd az Index.hu első főszerkesztője, online szakértő. 2000 környékén sokak úgy tartották, hogy ő az „internet igazgatója”.

## Élete
Édesapja Nyírő Lajos irodalomtörténész volt. 1989-ben diplomázott az Eötvös Loránd Tudományegyetemen, mint történész-szociológus, ugyanekkor jelent meg Segédkönyv a Politikai Bizottság tanulmányozásához című könyve, majd akadémiai ösztöndíjjal készítette el kisdoktoriját a Budapesti Közgazdaság-tudományi Egyetemen. 1991-től politológiát tanult a Grenoble-i Egyetemen (ma: Université Grenoble-Alpes, Études des Sciences Politiques), majd Magyarországra hazatérve multimédiás CD-k készítésével foglalkozott. A Politika 1993-ban jelent meg az Aula Könyvkiadó gondozásában, ez volt az első magyar multimédiás CD. Ezt követően Szerb Antal Budapesti kalauz marslakók számára c. könyvéből, majd Nagy Kriszta (Tereskova) klipjeiből is készített hasonló elektronikus kiadványt. 1993-tól kezdte el többedmagával készíteni az ABCD című, negyedévente megjelenő multimédiás magazint. 1995-ben az IDG Hungary Kft. kiadásában indult el az első internetes újság, az iNteRNeTTo, melynek alapító-főszerkesztője volt.
Az i iNteRNeTTóban vezetésével – mások és a saját ötletei alapján – alakult ki az a modell, ami a későbbi Index.hu alapja lett. Az akkor még kialakulatlan internetes híroldal, majd hírportál egyik koncepciója és általában a hazai internetes újságírás alapjai kötődnek a laphoz és Nyírő nevéhez. 1999-ben Bíró Istvánnal, az iNteRNeTTót kiadó IDG Hungary Kft. vezetőjével konfliktusba került a szerkesztőség: ki akarták vásárolni a lapot az IDG-ből, ajánlatuk helyett azonban a vezetőknek – így Nyírőnek is – felmondtak. Az ekkor még újdonságnak számító internetes sajtóorgánum válsága nagy sajtóvisszhangot keltett, amit Nyírőék kihasználtak az új lap, az Index.hu indításának reklámozására. Ez volt az az időszak, amikor Nyírőt sokan a magyar internettel azonosítottak, az újságírók mint az „internet igazgatóját” keresték őt. 1999. május 17-én elindult az Index.hu, ám decemberre Nyírő és a menedzsment, illetve a szerkesztőség közötti ellentétek miatt az alapító főszerkesztő távozott a laptól.
2000-től a Westel Mobil Távközlési Rt.-hez ment dolgozni, ahol mobilinternetes tartalomfejlesztéssel foglalkozott. 2004-ben tagja volt annak a szakértői csoportnak, amely kidolgozta a Jövő Háza koncepcióját, ugyanettől az évtől saját cége, a Nyírő Consulting Group menedzselésével foglalkozott. 2005-ben a Ringier lapkiadó európai központja e-média divíziót hozott létre Budapesten összevonva a magyar, cseh, szlovák, román és szerb érdekeltségeinek mobilos tartalomfejlesztéseit. Ennek az e-média-központnak az igazgatója lett Nyírő, itt állított össze egy oktatási anyagot a 21. századi újságírásról a Ringier szerzőinek. 2005-ben a Ringier vezetésében történt személyi változás miatt szűnt meg a megbízatása. Ezt követően a 2007-ben alakult Login Initiative projekt keretében elmaradott Borsod megyei falvakban segítettek eszközökkel és wifis internettel a helyi, mélyszegénységben élő – elsősorban cigány – lakóknak hozzáférést biztosítani a világhálóhoz. 2008-ban egyik létrehozója volt Az Internet Terjesztéséért Alapítványnak, amely a Login Initiative projekt folytatásként kívánt eszközökkel és Wi-Fi-vel segíteni a hozzáférésben: a Wifi-falu projekt 2010-ig futott.
2010-ben egyik alapítója volt az Appsters Kft.-nek, mely mobilos kulturális alkalmazásokat fejleszt, elsősorban költségvetési, önkormányzati intézmények számára. Az Átlátszó.hu hívta fel a figyelmet arra, hogy mobiltartalom-piac, illetve a tartalomszolgáltatáshoz kapcsolódó fejlesztésekből az Appsters Kft. nagy részesedést szerzett elsősorban állami megrendelések révén. A megrendelések egyharmada az MTVA-tól érkezik. Nyírő szerint az egész tartalompiac legnagyobb megrendelője az állam. Egy másik esetben arra hívta fel a figyelmet a közélet átláthatóságáért küzdő blog, hogy az állami médiacég alvállalkozói kötődhetnek a Fidesz körül kialakult korábbi vagy jelenlegi oligarchikus körhöz, és a megbízottak között van Nyírő cége is.

## Munkái
- 1989 – Segédkönyv a Politikai Bizottság tanulmányozásához
- 1991 – Theory of Coalitions (BASIC-ben kifejlesztett interaktív szoftver)
- 1992 – Politika – interaktív CD-ROM (4 kiadást élt meg)
- 1997 – Internetto-zsargon – könyv az internetes szlengről
- 2007 – 21. századi újságírás (belső tanfolyami anyag)

## Díjai
- 1991: Erdei Ferenc-díj (Kelemen Gáborral, Szakadát Lászlóval és Szakadát Istvánnal közösen)
- 2004: Magyar Köztársasági Érdemrend lovagkeresztje[17]
- 2007: Klauzál Gábor-díj(wd)[18]